# White Range
White Range är ett berg i Kanada.   Det ligger i British Columbia och Yukon, i den västra delen av landet, 4 100 km väster om huvudstaden Ottawa. Toppen på White Range är 1 409 meter över havet.
Terrängen runt White Range är bergig åt sydväst, men åt nordost är den kuperad. Trakten runt White Range är nära nog obefolkad, med mindre än två invånare per kvadratkilometer.. Närmaste större samhälle är Carcross, 19,5 km nordväst om White Range. 
Trakten runt White Range består i huvudsak av gräsmarker.